# 37-я стрелковая дивизия (1-го формирования)
37-я стрелковая Новочеркасская Краснознамённая дивизия имени А. И. Егорова — воинское соединение (стрелковая дивизия) РККА Вооружённых Сил СССР в Великой Отечественной войне.
Надо иметь в виду, что во время Гражданской войны с 1918 года по 1920 год существовало другое формирование 37-й стрелковой дивизии.

## История
Сформирована в Новочеркасске приказом войскам СКВО № 1122/208 от 6 июня 1922 года на базе 37-й отдельной стрелковой бригады. Вскоре выбыла с территории округа для участия в гражданской войне на стороне «красных» в Терской области, в период июля 1922 года по февраль 1923 года. С сентября 1923 года 37-я Новочеркасская стрелковая дивизия, Северо-Кавказский военный округ, в составе Западного фронта (военного округа) имела в своём составе управление, 109-й стрелковый полк, 110-й стрелковый полк и 111-й стрелковый полк.
В 1931 году 37-я Новочеркасская стрелковая дивизия (территориальная), включала в свой состав (штаб-квартира):
- Управление дивизии (Гомель);
- 109-й стрелковый полк (Мозырь);
- 110-й Новозыбковский стрелковый полк им. т. Багинского (Новозыбков);
- 111-й Черкасский стрелковый полк (Жиздра), с 1 октября 1922 года в городе, передислоцирован из Могилёва[2];
- 37-й артиллерийский полк (Клинцы).

37-я сд участвовала в Киевских манёврах в сентябре 1935 года.

«Хромает увязка взаимодействия всех родов войск … организация разведки … особенно в процессе боя … Взаимодействие огня и движения, боевые порядки, атака не на должной высоте».— Оценка боевой подготовки 111-го стрелкового полка 37-й дивизии, в октябре 1936 года, командиром 23-го стрелкового корпуса комдивом К. П. Подлас, к.и.н. А. Смирнов, журнал «Родина». 2000 год, № 4.
 Приказом НКО СССР № 170 от 11 ноября 1935 года дивизии было присвоено имя А. И. Егорова. Места дислокации личного состава формирования в городах Жиздра Калужская область, Новозыбков, затем Речица.
В связи с событиями на востоке Союза Республик соединение, в июне — июле 1939 года, передислоцируется в район города Омск, где проходит переформирование, укомплектование и подготовку для действий в Монгольской Народной Республике против формирований ВС Японии. Приказом войскам СибВО № 0116, от 1 декабря 1939 года, 37 сд переформирована в 37-ю мотострелковую дивизию, но в виду окончания боевых действий в МНР, по предназначению 37 мсд в них не участвовала.
В соответствии с планами Наркомата обороны, в декабре 1939 года, 37-я сд отправляется на театр войны с Финляндией и включается в состав «ударной группы» 15-й Армии, с задачей по деблокаде 168-й стрелковой дивизии, в период Зимней войны. В ночь с 9 на 10 марта 1940 года действия 247-го стрелкового полка 37-й дивизии по овладению о. Вуорасту, способствовали выходу из окружения 18-й стрелковой дивизии.
В июле 1940 года 37-ю мсд переформировывают вновь в стрелковую, с тем же войсковым номером. 14 мая 1941 года награждена орденом Красного Знамени.
В июне 1941 года соединение дислоцируется в Витебске (20 сп) и Лепеле (91 сп, 247 сп) и Полоцке в составе 21-го стрелкового корпуса ЗапОВО. С 15 июня 1941 года получен приказ на совершение марша железнодорожным транспортом в город Лиду и соседние районы тогдашней Барановичской области, район Беняконе, Вороново (сейчас Гродненская область).

«17 июня 1941 года я, командир 1-го стрелкового корпуса генерал-майор Ф. Д. Рубцов и командир дивизии полковник А. Е. Чехарин были вызваны в штаб округа. Нам объявили, что 37 сд должна убыть в полевой лагерь под Лиду, хотя было ясно, что передислокация совершалась в плане развертывания войск на государственной границе. Приказывалось иметь с собой все для жизни в лагере. Два полка выступили из Лепеля походным порядком, а части Витебского гарнизона были отправлены железной дорогой. Эшелоны составляли по принципу удобства перевозки, поэтому штаб дивизии следовал без батальона связи, а боеприпасы находились в заключительном эшелоне. О начале войны узнали в 12 часов 22 июня на станции Богданов из речи В. М. Молотова. В то время части дивизии ещё продолжали путь, связи с ними не было, обстановку ни командир, ни штаб не знали…»— 1953 год.
В составе действующей армии во время Великой Отечественной войны с 22 июня 1941 по 19 сентября 1941 года.
Войну дивизия встретила на марше из района постоянной дислокации в Витебске в район Вороново — Беняконе. В полдень 22 июня 1941 года штаб дивизии находился в Богдануве, два полка, вышедшие из Лепеля двигались пешим маршем, боеприпасы находились в последнем эшелоне, который возможно, ещё находился в Витебске.. Противотанковый дивизион не успел начать переброску. Остававшиеся в Витебске тылы дивизии и часть 20-го стрелкового полка были в дальнейшем сведены в 20-й сводный полк, который был включён в состав 153-й стрелковой дивизии
В течение 22 — 23 июня 1941 года дивизия разгружалась в окрестностях Лиды и по приказу командира корпуса разворачивалась в северном направлении. 24 июня 1941 года юго-западнее Вороново авангардные 247-й стрелковый и 170-й артиллерийский полки были атакованы немецкими танковыми частями, и, потеряв управление, в беспорядке отошли за реку Житна. На 25 июня 1941 года в оперсводке штаба корпуса констатировалось, что штаб дивизии полностью утратил управление частями. Очевидно, что управление частями было восстановлено, поскольку дивизия участвовала в контрударе 21-го стрелкового корпуса 26 июня 1941 года и вышла на рубеж Дайлидки — Жижжа — станция Бастуны — Бастуны. Однако в последующие дни дивизия была вынуждена отходить на юго-восток, к Ивье. Остатки дивизии выходили из окружения в составе войск 21-го стрелкового корпуса в районе Узда — Рубежевичи и в дальнейшем пробивались на восток разрозненно.
Таким образом, дивизия фактически была уничтожена в окружении в Белоруссии и 19 сентября 1941 года расформирована.

## В составе
| Дата                                  | Фронт (округ) | Армия      | Корпус                                         | Примечания |
| ------------------------------------- | --- | ---------- | ---------------------------------------------- | ---------- |
| июнь 1922 года — сентябрь 1923 года   | Северо-Кавказский военный округ (СКВО)                                                                              | —          | 9-й стрелковый корпус и 15-й стрелковый корпус | —          |
| сентябрь 1923 года — апрель 1924 года | Западный фронт (ЗФ)                                                                                                 | —          | —                                              | —          |
| апрель 1924 года — август 1939 года   | Западный военный округ (ЗВО), впоследствии Белорусский военный округ (БВО), Белорусский особый военный округ (БОВО) | —          | —                                              | —          |
| август 1939 года — январь 1940 года   | Сибирский военный округ (СВО)                                                                                       | —          | —                                              | —          |
| февраль — июль 1940 года              | Ленинградский военный округ (ЛВО)                                                                                   | —          | —                                              | —          |
| с июля 1940 года                      | Западный особый военный округ (ЗОВО)                                                                                | —          | 21-й стрелковый корпус                         | —          |
| 22.06.1941 года                       | Западный фронт | —          | 21-й стрелковый корпус                         | —          |
| 01.07.1941 года                       | Западный фронт | 13-я армия | 21-й стрелковый корпус                         | —          |
| 10.07.1941 года                       | Западный фронт | 19-я армия | —                                              | —          |

С августа 1941 года в списках не значится.

## Состав
- управление
- 109-й стрелковый полк, с сентября 1939 года преобразован в 20-й мотострелковый полк, почтовый адрес: БССР, г. Витебск-3, п\я № 69.
- 91-й стрелковый полк
- 247-й стрелковый полк
- 170-й артиллерийский полк
- 245-й гаубичный артиллерийский полк
- 358-й отдельный зенитный дивизион
- 310-й миномётный дивизион
- 68-я разведывательный батальон
- 103-й отдельный истребительно-противотанковый дивизион
- 58-й отдельный сапёрный батальон
- 83-й отдельный батальон связи
- 39-й медико-санитарный батальон
- 13-я отдельная рота химический защиты
- 74-й автотранспортный батальон
- 92-я полевая хлебопекарня
- 114-я дивизионная арммастерская
- 150-я полевая почтовая станция
- 463-я полевая касса Госбанка

## Командиры дивизии
- П. Е. Дыбенко (??.10.1919 — ??.02.1920);
- А. Г. Ширмахер (1922—1923);
- ВрИД П. А. Брянских (??.05.23 — ??.08.23);
- В. Н. Львов (??.??.?? — ??.??.??);
- В. Ф. Яковлев, (15.11.31 — ??.11.32);
- И. С. Конев, комдив (31.12.34 — 20.03.37);
- И. М. Скугарев, комбриг (??.02.37 — ??.03.37);
- М. А. Богданов, комбриг, полковник (14.07.37 — ??.09.39); с 09.1937 по 09.1938 находился в Испании
- В. Б. Борисов, комбриг (генерал-майор, c 04.06.40) (19.08.39 — ??.03.41?);
- А. Е. Чехарин (с 14.03.41 — 19.09.41)

## Знаки отличия
| Награда (наименование)                         | Дата                                                                        | За что награждена |
| ---------------------------------------------- | --------------------------------------------------------------------------- | --- |
| Почётное наименование, «Новочеркасская»        |                                                                             | «вследствие возбуждённых ходатайств» «как имеющей основой своего формирования революционный пролетариат Новочеркасска»? или «в связи с принятием шефства исполкомом Новочеркасска над дивизией»?                                                                                        |
| Именное наименование, имени тов. А. И. Егорова | Приказ Народного комиссара обороны Союза ССР № 170, от 11 ноября 1935 года. | «В связи с пятидесятилетним юбилеем начальника Генерального штаба Рабоче-Крестьянской Красной Армии тов. Егорова Александра Ильича присвоить его имя 37-й стрелковой Новочеркасской дивизии, которую впредь именовать: 37-я стрелковая Новочеркасская дивизия имени тов. А. И. Егорова» |
| Орден Красного Знамени                         | Указ Президиума Верховного Совета Союза ССР, от 14 мая 1941 года            | В ознаменование двадцатилетней годовщины 37 стрелковой дивизии, за мужество и отвагу, проявленные в боях с врагами советского народа, и выдающиеся успехи в боевой и политической подготовке.                                                                                           |

## Герои Советского Союза
- Осипов Кирилл Никифорович — старший политрук, секретарь партийного бюро 245-го гаубичного артиллерийского полка.